# Štajerskih 7
Štajerskih 7 je slovenska narodnozabavna zasedba, ki je bila ustanovljena leta 1985. Do konca devetdesetih let 20. stoletja je dosegla vrsto uspehov na najrazličnejših festivalih.

## Zasedba
Prvi harmonikar in soustanovni član ansambla je bil Franc Lesjak, saj je zasedba nastala iz njegovega ansambla. Že naslednje leto ga je na harmoniki nasledil Boris Rošker.
V času izdaje prvih albumov in festivalskih uspehov na Slovenski polki in valčku so ansambel tvorili Branimir Klevže (trobenta in vokal), Avgust Skaza (trobenta in vokal), Boris Pokorn (kitara in vokal), Samo Pokorn (bas kitara, bariton in vokal), Robert Smolnikar (harmonika), Janez Zavec (klarinet in saksofon) in Rudi Šantl (vokal). Leta 2000 je Šantla zamenjal vokalist Matjaž Mrak.

## Delovanje
Ansambel Štajerskih 7 je bil ustanovljen februarja 1985. Nastal je iz Ansambla Franca Lesjaka. Že naslednje leto je Lesjak nadaljeval pot z lastnim ansamblom. Ansambel Štajerskih 7 se je predstavil na več festivalih in osvojil številne nagrade tako občinstva kot tudi strokovnih komisij. Nagrajeni so bili na ptujskem in števerjanskem festivalu, na prvih dveh izvedbah Slovenske polke in valčka so izvedli zmagovalni valček, osvojili pa so tudi zlati klopotec na popevki Vesela jesen v Mariboru. Postali so tudi zmagovalci leta na Lojtrci domačih. Leta 2001 (po menjavi vokalista) so zmagali še na Narečni popevki.

## Uspehi
Ansambel Štajerskih 7 je na festivalih narodnozabavne glasbe dosegel naslednje uspehe:
- 1985: Vesela jesen – Zlati klopotec in 1. nagrada občinstva.
- 1986: Festival Števerjan – 1. nagrada strokovne komisije za izvedbo.
- 1987: Festival Števerjan – Nagrada občinstva in nagrada za najboljšo melodijo.
- 1988: Festival Števerjan – 1. nagrada strokovne komisije za izvedbo.
- 1990: Festival Števerjan – Nagrada za najboljšo melodijo.
- 1990: Vesela jesen – 3. nagrada za besedilo (avtor Davorin Kurbos).
- 1995: Slovenska polka in valček – Najboljši valček: Ranjeno srce.
- 1996: Slovenska polka in valček – Najboljši valček: Pesem zvonov.
- 2001: Festival narečnih popevk – Nagrada za najboljšo skladbo po izboru občinstva.

## Diskografija
Ansambel Štajerskih 7 je v času delovanja izdal naslednje albume:
1. Za Janeze in Micke (1987)
2. Pozdrav iz Štajerske (1989)
3. Povej, da Slovenec si (1991)
4. Tvoj prvi poljub (1993)
5. Slovenski kruh (1994)
6. Jubilejni koncert 10 let – v živo (1995)
7. Pesem zvonov (1997)
8. Prijateljem ... (1997)
9. Ko poljubim te (2002)

## Največje uspešnice
Ansambel Štajerskih 7 je najbolj poznan po naslednjih skladbah:
- Pesem zvonov
- Ranjeno srce
- Štajerc in Primorka
- Tja vodi me srce
- V polki živi spomin
- Vem, da me rada imaš